# Olešnický potok (Sázava, Poříčí)
Der Olešnický potok, auch Olešenský potok, ist ein linker Zufluss der Sázava in Tschechien.

## Verlauf
Der Olešnický potok entspringt nördlich von Špinov in der Přibyslavská pahorkatina (Primislauer Hügelland). Seine Quelle befindet sich am östlich Fuße des Hügels Strážky (604 m n.m.) im Teich Chalupníkův rybník. Der Bach fließt anfänglich verrohrt in den Teich Jordán und tritt dann wieder zu Tage. Der nach Nordwesten gehende Bachlauf vorbei an den Dörfern Buková, Olešenka und Poříčí (Ortsteil von Přibyslav) führt ausschließlich durch Felder und Wiesen. Auf seinem Unterlauf wird der Bach von der Bahnstrecke Brno–Havlíčkův Brod überbrückt und mündet nordöstlich von Poříčí in die Sázava. Der Olešnický potok hat eine Länge von ca. 11 km.

## Zuflüsse
- Olešenka (l), bei Olešenka